# Carla Kneeland
Carla Kneeland (Mary Esther, 22 marzo 1968) è un'attrice statunitense.
Ha partecipato in qualche ruolo soprattutto televisivi; al cinema, ha debuttato nel 1991 nel film Piccola peste torna a far danni.